# Motor Renault N
El motor Renault N o type-N es un motor modular de origen Volvo utilizado en el Renault Laguna y Renault Safrane en versiones de 4 y 5 cilindros en línea.
Las variantes de 4 cilindros fueron sustituidas por el motor F4R en su versión atmosférica y las de 5 cilindros por su versión con turbocompresor, el F4R-T.

## Versión de 4 cilindros (N7Q)
El N7Q tiene una cilindrada de 1948 cm³, con un diámetro de 83 mm (3,27 pulgadas) y una carrera de 90 mm (3,54 pulgadas).
| Código interno | Potencia máxima                    | Par motor         | Normativa de anticontaminación | Usos             |
| -------------- | ---------------------------------- | ----------------- | ------------------------------ | ---------------- |
| 700/701        | 139 CV (102 kilovatios) @ 6000 rpm | 182 Nm @ 4500 rpm | Euro 2, con catalizador        | Renault Laguna I |
| 710/711        | 136 CV (100 kilovatios) @ 6000 rpm | 182 Nm @ 4500 rpm | Euro 2, con catalizador        | Renault Safrane  |

## Versión de 5 cilindros (N7U)
El N7U tiene una cilindrada de 2435 cm³, con un diámetro de 83 mm (3,27 pulgadas) y una carrera de 90 mm (3,54 pulgadas).
| Código interno | Potencia máxima                    | Par motor         | Normativa de anticontaminación | Usos            |
| -------------- | ---------------------------------- | ----------------- | ------------------------------ | --------------- |
| 700/701        | 165 CV (121 kilovatios) @ 6000 rpm | 211 Nm @ 4600 rpm | Euro 2, con catalizador        | Renault Safrane |

- Datos: Q3932863